# Supercoupe d'Oman de football
La Supercoupe d'Oman de football est une compétition de football opposant le champion d'Oman au vainqueur de la coupe d'Oman, disputée en un match unique. 

## Palmarès
| Année | Vainqueur           | Score               | Finaliste           |
| ----- | ------------------- | ------------------- | ------------------- |
| 1999  | Dhofar Club         | 2 - 1               | Al-Seeb Sports Club |
| 2000  | Al Oruba Sur        | 1 - 1 10 - 9 t.a.b. | Dhofar Club         |
| 2002  | Al Oruba Sur        | 2 - 1               | Al Nasr Salalah     |
| 2004  | Mascate Club        | 3 - 2               | Al-Seeb Sports Club |
| 2005  | Mascate Club        | 2 - 1               | Dhofar Club         |
| 2008  | Al Oruba Sur        | 2 - 0               | Sur Club            |
| 2009  | Al Nahda Club       | 1 - 0               | Al-Suwaiq           |
| 2010  | Saham Club          | 1 - 0               | Al-Suwaiq           |
| 2011  | Al Oruba Sur        | 3 - 0               | Al-Suwaiq           |
| 2012  | Fanja Club          | 1 - 0               | Dhofar Club         |
| 2013  | Al-Suwaiq           | 2 - 1               | Fanja Club          |
| 2014  | Al Nahda Club       | 0 - 0 6 - 5 t.a.b.  | Fanja Club          |
| 2015  | Fanja Club          | 3 - 0 par forfait   | Al Oruba Sur        |
| 2016  | Saham Club          | 1 - 0               | Fanja Club          |
| 2017  | Dhofar Club         | 2 - 1               | Al-Suwaiq           |
| 2018  | Al Nasr Salalah     | 0 - 0 4 - 2 t.a.b.  | Al-Suwaiq           |
| 2019  | Dhofar Club         | 4 - 0               | Sur Club            |
| 2020  | Non disputée        | Non disputée        | Non disputée        |
| 2021  | Non disputée        | Non disputée        | Non disputée        |
| 2022  | Al-Seeb Sports Club | 2 - 0               | Al Nahda Club       |
| 2019  | Al-Seeb Sports Club | 3 - 1               | Al Nahda Club       |

## Bilan par club
| Club                | Nombre de titres | Années                 |
| ------------------- | ---------------- | ---------------------- |
| Al Oruba Sur        | 4                | 2000, 2002, 2008, 2011 |
| Dhofar Club         | 3                | 1999, 2017, 2019       |
| Mascate Club        | 2                | 2004, 2005             |
| Al Nahda Club       | 2                | 2009, 2014             |
| Fanja Club          | 2                | 2012, 2015             |
| Saham Club          | 2                | 2010, 2016             |
| Al-Seeb Sports Club | 2                | 2022, 2023             |
| Al-Suwaiq           | 1                | 2013                   |
| Al Nasr Salalah     | 1                | 2018                   |

## Source
- RSSSF